# Zoocosmius
Zoocosmius is een kevergeslacht uit de familie van de boktorren (Cerambycidae). De wetenschappelijke naam van het geslacht werd voor het eerst geldig gepubliceerd in 1872 door Fåhraeus.

## Soorten
Zoocosmius omvat de volgende soorten:
- Zoocosmius basalis Aurivillius, 1925
- Zoocosmius basilewskyi Fuchs, 1974
- Zoocosmius bicolor (Kolbe, 1894)
- Zoocosmius coeruleus Aurivillius, 1914
- Zoocosmius leptis (Jordan, 1903)
- Zoocosmius masoni Aurivillius, 1924
- Zoocosmius minor (Jordan, 1894)
- Zoocosmius nigra (Aurivillius, 1907)
- Zoocosmius teocchii Adlbauer, 2006